# Stojan Nikołow
Stojan Iwanow Nikołow (bg. Стоян Иванов Николов; ur. 2 kwietnia 1949 w Złaticy) – bułgarski zapaśnik walczący w stylu klasycznym. Trzykrotny olimpijczyk. Srebrny medalista z Montrealu 1976 i odpadł w eliminacjach turnieju w Monachium 1972 i Moskwie 1980. Startował w kategorii 90 kg.

## Kariera sportowa
Sześciokrotny medalista mistrzostw świata, złoty w 1978, srebrny w 1971, 1974 i 1975, brązowy w 1973 i 1977. Cztery razy stawał podium mistrzostw Europy, w tym na najwyższym stopniu w 1972 roku.
- Turniej w Monachium 1972

Przegrał z Józsefem Percsim z Węgier i Czesławem Kwiecińskim i odpadł z turnieju.
- Turniej w Montrealu 1976

Pokonał Darko Nišavića z Jugosławii, Franka Anderssona ze Szwecji, Jamesa Johnsona z USA, Istvana Sellyei z Węgier i Czesława Kwiecińskiego. Przegrał z Walerijem Riezancewem z ZSRR.
- Turniej w Moskwie 1980

Wygrał z Darko Nišavićem z Jugosławii, a przegrał z Petre Dicu z Rumunii i Igorem Kanyginem z ZSRR.